# Oldřich Burský
Oldřich Burský (17. října 1933 Kyjov – 7. července 2013) byl český a československý politik Československé strany socialistické, na sklonku normalizace poslanec České národní rady, v letech 1989-1990 pak místopředseda vlády národního porozumění a československý ministr zemědělství a výživy.

## Biografie
Absolvoval Vysokou školu veterinární v Brně. Pracoval potom v Krajské veterinární nemocnici v Kroměříži. Od roku 1961 profesně působil na okrese Hodonín, zpočátku jako obvodní veterinární lékař, později na okresní veterinární ošetřovně. Od roku 1975 zde byl vedoucím specializovaného veterinárního střediska pro velkochov skotu.
Roku 1959 vstoupil do Československé strany socialistické. Byl jejím funkcionářem v Kyjově, v okresním výboru v Hodoníně i krajském výboru v Brně. Od roku 1984 zastával funkci předsedy Krajského výboru ČSS.
V roce 1981 byl zvolen za poslance ONV v Hodoníně. Ve volbách roku 1986 byl zvolen do České národní rady za Čs. stranu socialistickou. Byl místopředsedou ČNR. V České národní radě setrval i po vlně kooptací po sametové revoluci až do voleb do České národní rady v roce 1990.
Jeho politická kariéra vyvrcholila po sametové revoluci. 7. prosince 1989 se stal místopředsedou Ústředního výboru ČSS. A 10. prosince 1989 se stal místopředsedou vlády národního porozumění. Na tomto postu setrval do 6. dubna 1990 a následujícího dne, 7. dubna 1990, byl jmenován ministrem zemědělství a výživy ČSFR. Portfolio si udržel 12. května 1990, kdy podal demisi.
Byl evidován jako tajný spolupracovník Státní bezpečnosti, krycí jméno RADEK. Ve volbách do Sněmovny lidu Federálního shromáždění v roce 1990 byl původně na kandidátní listině ČSS, ale krátce před volbami ho strana z kandidátky stáhla.